# Covè
Covè es una comuna beninesa perteneciente al departamento de Zou.
En 2013 la población de la comuna era de 51 247 habitantes.
Se ubica sobre la carretera RNIE4, unos 30 km al este de Abomey.

## Subdivisiones
Comprende los siguientes arrondissements:
- Adogbé
- Gounli
- Houéko
- Houen-Hounso
- Lainta-Cogbè
- Naogon
- Soli
- Zogba